# Tennistoernooi van Londen 1971
Het tennistoernooi van Londen van 1971 werd van maandag 14 tot en met zaterdag 19 juni 1971 gespeeld op de grasbanen van het Queen's Club. De officiële naam van het toernooi was Queen's Club Championships.
Het vrouwentoernooi werd gewonnen door de Australische titelverdedigster Margaret Court.
Bij de mannen won de Amerikaan Stan Smith het toernooi.
Het toernooi bestond uit twee delen:
- ATP-toernooi van Londen 1971, het toernooi voor de mannen (14 – 19 juni)
- WTA-toernooi van Londen 1971, het toernooi voor de vrouwen (14 – 19 juni)

ATP-toernooi van Londen‎ – WTA-toernooi van Londen

1968 · 1969 · 1970 · 1971 · 1972 · 1973 · geen toernooi 1974–1976 · ATP-toernooi 1977–2024 · 2025